# Полет 011 на „Авианка“
Полет 011 на „Авианка“ е международен редовен пътнически полет, изпълняван от „Боинг 747-283BM Комби“ с маршрут от Франкфурт на Майн до Богота през Париж, Мадрид и Каракас, който се разбива близо до Мадрид на 27 ноември 1983 г. Самолетът излита от летище „Париж-Шарл дьо Гол“ в 22:25 ч. на 26 ноември 1983 г. за летище „Адолфо Суарес Мадрид-Барахас“, Мадрид. Полетът обаче е отложен в очакване на допълнителни пътници от полет на „Луфтханза“ поради отмяна на сегмента Париж – Франкфурт – Париж от „Авианка“ по оперативни причини.
По време на подхода на системата за кацане по прибори към писта 33 „Боингът“ се разбива в хълм на около 12 километра югоизточно от летището, като по този начин убива 181 души, включително 19 дежурни и 4 извън дежурни членове на екипажа. 11-те пътници, които оцеляват, са тежко ранени, докато самият самолет е напълно унищожен от удара и последвалия пожар.
Причината за инцидента се смята, че е пилотска грешка, защото капитанът неправилно определя позицията на самолета и не са установени други причини, свързани с техническото състояните на машината. Към 2024 г. полет 011 на „Авианка“ остава вторият най-смъртоносен авиационен инцидент на испанска територия (най-смъртоносният е катастрофата на летището в Тенерифе), най-смъртоносният инцидент в континентална Испания и най-смъртоносният инцидент в историята на „Авианка“.